# ヘンリー・ドレナン
ヘンリー・ドレナン (Henry Drennan、1941年1月5日 - ）は、日本のシンガーソングライター。1966年に自ら歌った「かわいそうな娘」のヒットで知られる。

## 来歴
本名 Henry Vincent Drennan。イギリス人の父と日本人の母を持ち、7歳から東京で暮らす。1960年、TBSラジオの「ティーン・エイジャース・ジューク・ボックス」に妹グレイシーと共にディスクジョッキー兼歌手として出演。その後、作詞・作曲の勉強を続けるうち作詞家の岩谷時子に認められ、1966年にソング・ライターおよび歌手としてデビュー（ヘンリー名義）。
その後は広告代理店、音楽雑誌で有名なビルボード出版社、アメリカン・エキスプレスなどでマーケティングの専門家としてビジネスの世界で活動。2001年からは、日本の英語教育の活動を開始、以後ヘンリーおじさんの名前で知られるようになる。
2013年11月3日、チャリティーのために45年ぶりに「ヘンリー」としてコンサートを行い、「かわいそうな娘」など14曲を歌い上げた。

## 提供曲
- 谷啓「ヘンチョコリンなヘンテコリンな娘」「小指ちゃん」1966年
- 吉永小百合「街のハト」「みんなで行こう」1967年
- マージョリー・ノエル「逢いたいわ」1967年
- 裕 圭子「もう30分」1967年
- 松平ケメ子「問題はネ、ハートだよ」「ずん・ずん・ずん」1968年
- アイドル・フォー「あの娘ちゃん」1970年

## ディスコグラフィー

### シングル
- かわいそうな娘 / 悲しい時には 1966年10月 /日本コロムビア LL-10006-JC
- ちっちゃな胸の女の子 / 6本の幸せ 1967年 /日本コロムビア LL-10023-JC
- さよならは雨の中に / 街のハト 1967年5月 /日本コロムビア LL-10028-JC
- ゴキブリ・マーチ / もう30分 1968年5月 /日本コロムビア LL-10051-JC

### アルバム
- ヘンリー　1968年8月 /日本コロムビア PS-100007-JC
  1. さよならは雨の日に
  2. あの娘ちゃん
  3. はてなき旅
  4. 逢いたいな
  5. かわいそうな娘
  6. ヘンチョコリンなヘンテコリンな娘
  7. 街のハト
  8. ちっちゃな胸の女の子
  9. 悲しい時には
  10. 今の内にキスしよう
  11. 小指ちゃん
  12. 兄ちゃんの子守唄

## 著書
- 『英語で子育てができる本』 （アルク）
- 『英語でレッスンができる本』 （アルク）
- 『英語子育て便利帳』 （アルク）
- 『子育て英語力検定』 （アルク）
- 『ぜったい通じるおしゃべり英語』（情報センター出版局）